# 筑西市立図書館
筑西市立図書館（ちくせいしりつとしょかん、英語: Chikusei Public Library）は茨城県筑西市にある公立図書館である。下岡崎一丁目にある中央図書館と海老ヶ島にある明野図書館、および2つの分館から成る。指定管理者制度を導入しており、図書館流通センター・常総ビル整美共同企業体が指定管理者として管理運営する。
県西地区初の市立図書館として開館した下館市立図書館と県西地区初の町立図書館として開館した明野町立図書館を起源とし、電子図書館の導入や「育児コンシェルジュ」の設置 など、茨城県の公立図書館の中では先進的な取り組みを行っている。

## 歴史

### 市直営時代（2005-2014）
筑西市は2005年（平成17年）3月28日に下館市、真壁郡明野町・関城町・協和町の1市3町が合併して発足した。図書館・図書室については2004年（平成16年）2月13日の合併協議会の場で「現行のとおり新市に引き継ぎ、合併後に調整する」とされたため、下館市立図書館が筑西市立中央図書館に、明野町立図書館が筑西市立明野図書館に改称した程度で、合併前とほぼ同じ体制で運営が行われた。このため図書利用カードの共通利用ができず、図書館の公式サイトも中央図書館と明野図書館でそれぞれ別に存在した。一方で、図書利用カードの作成可能な地域は合併と同時に統一され、結城市・岩瀬町（現・桜川市）・下妻市・つくば市（旧・筑波町域のみ）の住民も作成可能とした。県内の市町村立図書館が市町村合併の影響で貸出利用可能な地域を狭める変更を行ったのに対し、筑西市は拡大するという選択を行い、利便性を高めたのであった。なお関城町と協和町は図書館を設置しておらず、公民館図書室が図書館の役割を果たしていた。
合併から5年が経過した2010年（平成22年）4月1日に図書館システムの統合が行われ、中央・明野の両図書館と関本公民館・協和公民館の図書室が結ばれ、図書利用カードの統一や、市内のどの館・室で借りた資料でも任意の館・室で返却できるようになった。また公式サイトは中央図書館のURLを引き継いで、筑西市立図書館のサイトとして一新された。これに合わせて貸出冊数や期間の統一も為され、図書・紙芝居の貸出は2館2室の合計で1人10冊まで14日間となった。

### 指定管理者時代（2014-）
2013年（平成25年）6月の筑西市議会で、指定管理者制度を市立図書館に導入するために図書館条例の全面改正案が上程され、議員の中からは「全国的に賛否両論がある」との意見も出されたが、6月18日に原案通り可決された。その後指定管理者の公募が行われ、図書館流通センター・常総ビル整美共同企業体が選定された。
そして2014年（平成26年）4月1日に指定管理者による管理運営に移行した。指定期間は2019年3月31日までである。指定管理者への移行と同時に休館日の削減と開館時間の延長、図書・ビデオの貸出可能上限数の撤廃が実施され、ナクソス・ミュージック・ライブラリーの提供を開始した。なお、上記の条例改正に伴い、関本公民館・協和公民館の図書室が筑西市立図書館の関城分館・協和分館に位置付けられた。
2014年（平成26年）10月3日から10月10日にかけて図書館システムの変更と蔵書点検のために臨時休館し、再開後の10月18日より茨城県で初めて電子書籍の貸し出しを開始した。2017年（平成29年）7月4日には子育て支援のため、「育児コンシェルジュ」の図書館への設置を開始した。

## 利用案内
ご利用案内より（2017年9月閲覧）。
- 開館時間：9時から19時まで
- 休館日：月曜日（祝日・夏休み期間の場合は開館）、特別整理期間、年末年始
- 貸出制限：筑西市に在住・通勤・通学する者および桜川市・結城市・下妻市・栃木県真岡市に居住する者
- 貸出可能冊数：図書・紙芝居・ビデオ=制限なし、雑誌=3冊、CD・カセットテープ=4点、DVD・絵画・課題図書=各1点
  - 絵画の貸し出しは中央図書館のみ。
- 貸出可能期間：絵画=30日、図書・紙芝居・雑誌=2週間、CD・カセットテープ・DVD・ビデオ・課題図書=1週間
- 予約、リクエスト、レファレンスサービス、相互貸借、団体貸出可能。
- インターネット閲覧サービス（1回30分、最大2回まで）、公衆無線LAN（FREESPOT）、第一法規法情報総合データベース、ナクソス・ミュージック・ライブラリー、電子図書館を提供。

## 中央図書館
筑西市立中央図書館（ちくせいしりつちゅうおうとしょかん）は茨城県筑西市下岡崎一丁目にある公立図書館である。県西地区初の公共図書館として開館し、延床面積は茨城県の市町村立図書館の中で最大であった。（2017年〔平成29年〕11月27日に新しい土浦市立図書館が開館し、追い抜かれた。）指定管理者制度を導入しており、図書館流通センター・常総ビル整美共同企業体が指定管理者として管理運営する。
特殊コレクションとして郷土の人物（森田茂、板谷波山、青木繁、飯泉俊夫、飯野農夫也、浅香鉄心）に関する資料、与謝蕪村・二宮尊徳に関する資料、加波山事件・下館木綿・心学に関する資料を保有する。

### 中央図書館の歴史

#### 初代館舎時代（1971-1998）
1971年（昭和46年）4月に、県西地区初の図書館「下館市立図書館」として開館した。図書館は下館市役所と同じ住所である下中山732番地1に、公民館・武道館と合築された鉄筋コンクリート構造3階建ての建築物の一角に置かれた。図書館部分の延床面積は527m2と県内の公立図書館の中では小規模であった。
1988年（昭和63年）時点の蔵書数は下館市民1人当たり0.9冊に相当する59,795冊であり、受け入れ雑誌は110種、新聞は19種、同年度の貸出登録者数は2,508人、貸出冊数は27,241冊であった。職員数は1989年（平成元年）時点で6人おり、うち司書は2人であった。この頃、茨城県の図書館界で流行していた「読書感想画」の募集を初めて開催し、集まった作品を館内で展示した。1990年（平成2年）8月、茨城県教育委員会が進めていた「ステーションライブラリー」の第1号が関東鉄道常総線下館駅に設置された。

#### 2代目館舎時代（1998-）
市立図書館は老朽化が進行したため、中央公民館・図書館等建設調査委員会を1991年（平成3年）に立ち上げて新図書館の建設計画を進め、1996年（平成8年）9月5日に起工式を挙行し鈴木良一市長らが鍬入れを行った。設計は三上建築事務所の三上清一、施工は戸田建設・ヨコタ特定建設工事共同企業体が担当した。総事業費27億円をかけた 建設工事は1998年（平成10年）3月に完了し、5月21日には約220人が出席して完成記念式典が開かれた。正式な開館は5月24日のことで、浦和市立図書館（現・さいたま市立北浦和図書館）で館長を務めた経験のある竹内紀吉の講演会を記念行事として開催した。その後も記念行事は続き、アメリカ合衆国の映画『リバー・ランズ・スルー・イット』の上映会やNHK交響楽団による弦楽四重奏の演奏会があった。延床面積は茨城県立図書館を除く茨城県の公立図書館で最大であり、31万6千冊を収蔵可能な施設として15万冊の蔵書をもっての開館であった。新館開館と同時に、市民以外の真壁郡、結城市、岩瀬町の住民にも貸し出すという県内の図書館では画期的な取り組みを行った。
新館の開館効果はすさまじく、開館からわずか30日で旧館時代の年間貸出冊数を突破し、新設された集会室には予約が殺到したという。この勢いは一過性のものではなく、年間入館者数は毎年前年を上回るという好成績を収めた。また2000年（平成12年）10月25日には優れた図書館建築を表彰する日本図書館協会建築賞を受賞した。2003年（平成15年）3月、下館駅にあったステーションライブラリーを閉鎖した。
2005年（平成17年）3月28日、市町村合併に伴い筑西市立中央図書館に改称する。2008年（平成20年）には筑西市が立正大学と連携して「ちくせい市民大学」と題した同学教授陣による市民講座を中央図書館で11回開催した。2010年（平成22年）4月1日に市内の図書館システムの統合が行われ、図書利用カードの統一が実現した。2011年（平成23年）3月11日の東北地方太平洋沖地震の際には約50人の利用者と13人の職員がおり、全利用者を館外へ避難誘導し、直ちに臨時閉館とした。空調機器の水濡れ、駐車場のひび割れ、床タイルの破損はあったものの修繕工事の必要はなく、ライフラインの寸断もなく、明野図書館と比較すると被害は軽微であった。とは言え15万冊に及ぶ図書の落下があり、図書館の再開は3月29日までかかった。再開後は震災関連資料の展示と貸し出しを行い、照明の間引きなどで節電に協力した。市民らからは、東北地方など被災地方面を扱った旅行ガイドブックが寄贈された。
2014年（平成26年）4月1日に指定管理者による管理運営に移行した。2015年（平成27年）10月31日には一般利用者が使用できる本の消毒機を茨城県の公立図書館で初めて導入、2017年（平成29年）7月5日より、「育児コンシェルジュ」のサービスを開始した。

### 中央図書館の建築

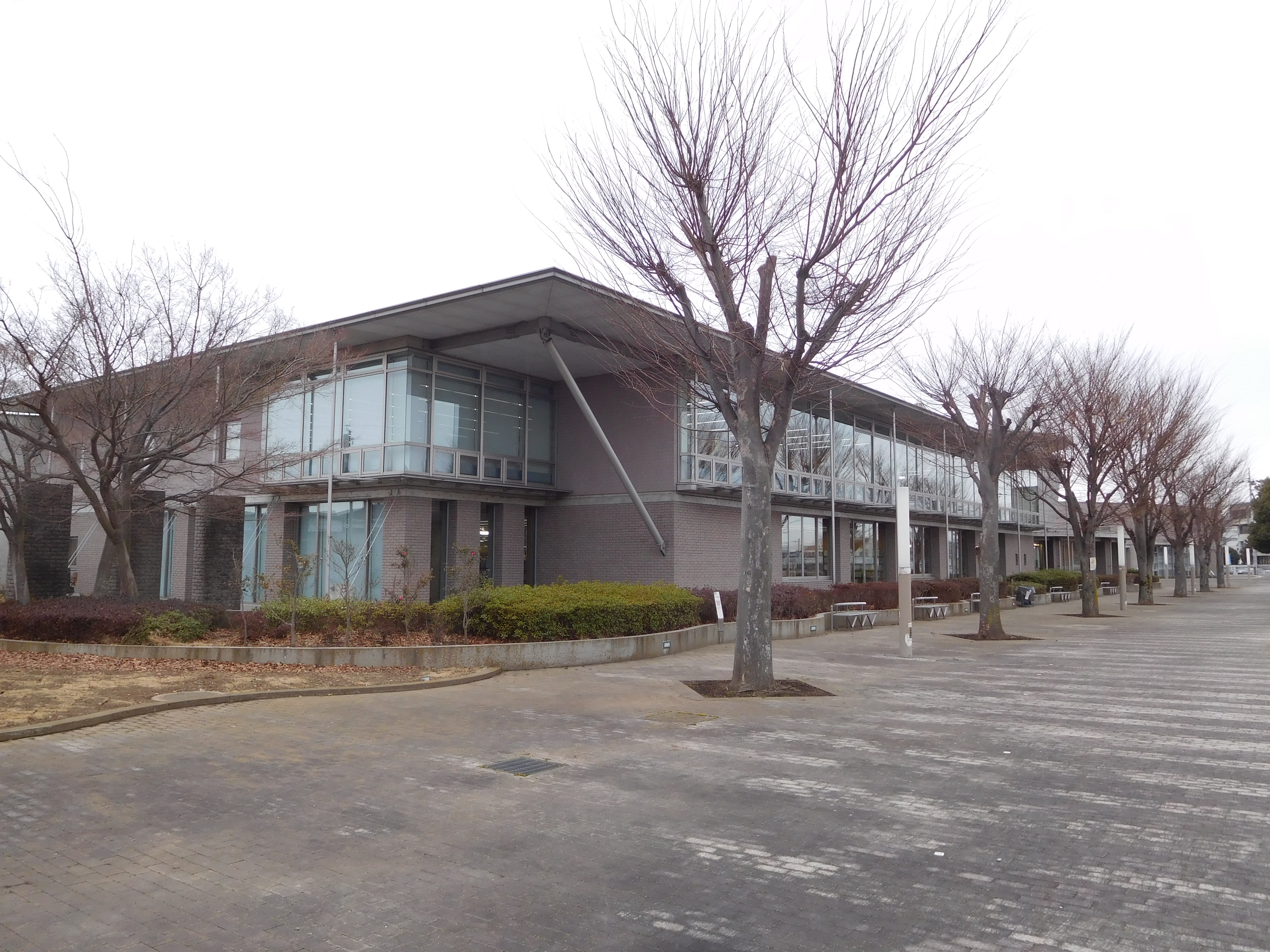
成人開架

初代の下館市立図書館は延床面積は527m2の小規模な施設で、新図書館設計のために下館を訪れた三上清一は中心商店街に漂っていた「閉塞感」とよく似た閉塞感が図書館にもあったと述べている。
筑西市立中央図書館（2代目下館市立図書館）は下館駅や筑西市役所に比較的近く、高等学校への通学路上という便利な地にあり、JR水戸線・勤行川（五行川）・道路に挟まれた三角形をした土地（敷地面積：7,835m2）に建設された。鉄筋コンクリート構造一部鉄骨構造地上2階建てで、建築面積は3,557.76m2、延床面積は4,673.06m2である。閲覧席は243席、視聴覚ブースは17か所ある。2000年（平成12年）に日本図書館協会建築賞を受賞した。
施設は勤行川側（東側）から見て左側に長方形の成人開架、中央に円形の児童開架、右側に集会室棟が配置され、川沿いの広場は河川敷・緑道と一体化させている。これは図書館へと人々を誘うための仕掛けであると同時に、川の景観に人の意識を惹き付け筑波山を遠望させるものでもある。成人開架は、書架などの家具を使って「まち」をイメージした設計になっている。書架は木材とスチール材を組み合わせており、木材で適度なぬくもり感を、スチール材で端正な緊張感を演出する。中央部に大きな吹き抜けを設け、2階部分は回廊状になっている。回廊部分には青少年、郷土資料、行政資料、参考資料、絵画、視聴覚の各コーナーがある。また成人開架の屋外には読書スペースを設けている。
児童開架は円柱形をしており、中心には大樹に見立てた円柱を立て、「子供の世界」をイメージしている。集会室棟は、市民の要望に基づいて図書館に付設されたもので、和室・会議室・創作室・視聴覚室などを備える平屋建ての棟である。

### 中央図書館の交通
- JR・関東鉄道・真岡鐵道下館駅より徒歩7分。
- 関東鉄道運行の筑西市広域連携バス（下館駅 - 筑波山口）「中央図書館東」停留所が近接する（位置は五行川対岸）。
- 茨城県道7号石岡筑西線市役所入口交差点から西へ進み、次の信号を左折。

## 明野図書館
筑西市立明野図書館（ちくせいしりつあけのとしょかん）は、茨城県筑西市海老ヶ島にある公立図書館。指定管理者制度を導入しており、図書館流通センター・常総ビル整美共同企業体が指定管理者として管理運営する。
明野町立図書館として開館して以来、さまざまなイベントを企画・実行してきた図書館であり、茨城県で初めてブックスタートを開始した。

### 明野図書館の歴史

#### 開館の経緯（-1986）
明野町立図書館の開館前には公民館図書室が図書館機能を代行していたが、年間貸出冊数は1,000冊程度であった。図書館設置の契機となったのは、1980年（昭和55年）に当時の明野町が総合振興計画策定のために行った住民アンケートの中に「図書館がほしい」という意見が1件あったことである。当時の県西地区には下館市立図書館があるのみでその存在すら知らぬ明野町民もいる状況で、行政当局はこの意見を汲み、1981年（昭和56年）9月の明野町議会で図書館建設を含んだ総合計画が議決された。
実際に図書館建設に向けて動き出したのは1985年（昭和60年）4月1日のことで、同日付で「図書館準備室」が役場に置かれ、三輪巴が室長に任命された。三輪は館長候補として司書資格を取得するために図書館情報大学（現・筑波大学）に通う傍ら、図書館設計にも参与した。設計においては延床面積700m2の2階建ての素案をワンフロアの1,200m2に改め、130m2の児童室を確保した。ワンフロア化したのは障害者も健常者も利用しやすいこと、2階建てよりも建築費を抑制できること、2階建てにした場合に発生する階段や通路部分の面積を「無駄」と判断したことにある。計画が進行する中で、「税金の無駄遣い」や「図書館を造って誰が本を読むのか」と公言する町民も存在したが、こうした意見を述べていた町民も開館後には翻意し、過去の笑い話として語るようになった。

#### 明野町立図書館（1986-2005）
1986年（昭和61年）4月に図書館条例が施行され、開館直前の7月初頭に水海道市立図書館（現・常総市立図書館）で職員研修を実施した。7月20日午前10時に開館し、明野町は茨城県で20番目の図書館設置自治体となった。県西地区では最初の町村立図書館であり、県西全体でも下館市立図書館、水海道市立図書館、古河市立図書館に次ぐ4番目の公立図書館であった。建設費は1985年（昭和60年）の日本国の補助事業を利用し、2億4600万円を要した。開館当初の蔵書数約2万5千冊に対し収蔵可能冊数は6万冊だったため、書架にはゆとりのある状態であった。開館当日は記念講演を含むセレモニーが開催され、多くの利用者で混雑した。富士通の技術者・尾見半左右が明野町出身であることにちなみ、富士通製のコンピュータシステムを利用した貸し出しを当初から採用していた。
しかし、開館から間もない8月4日から8月5日にかけて明野町は豪雨災害に見舞われ（8.5水害）、図書館員は救援活動に駆り出され、すでに準備していた開館を告げるチラシの配布は取りやめとなった。水害から2か月ほどは町の復興が優先され図書館はひっそりとしていたが、開館初年度の貸し出し実績は公民館図書室時代の40倍に跳ね上がった。開館間もなく三輪館長自らが語り手として絵本や紙芝居の読み聞かせを開始し、後に職員の担当制となった。
1987年（昭和62年）6月1日、館報「花さき山」を創刊した。館報は明野町の全戸に配布され、町内の学校から県内の図書館、更には日本図書館協会へも届けられた。1988年（昭和63年）度の町民に占める図書館利用登録率は54.1%で、蔵書数は町民1人当たり3.1冊に相当する55,462冊、貸出冊数は48,928冊であった。なお1989年（平成元年）時点で1人あたり5冊まで2週間借りることができた。同年2月28日、日本フィルハーモニー交響楽団の石井啓一郎らを招いて弦楽四重奏の音楽会を初めて開催し、以後図書館主催の音楽会を不定期に開催した。1991年（平成3年）7月に貸出冊数の制限は取り払われた。
1995年（平成7年）より読み聞かせの担当が図書館員からボランティアの「一歩朗読会」に交代した。2000年（平成12年）度に学校図書館との連絡協議会を立ち上げ、2001年（平成13年）度よりブックスタートを開始した。同年4月に開館以来の貸出冊数が100万冊を突破した。2003年（平成15年）4月23日、開館以来の子供への読書推進活動やブックスタート事業が評価され、子どもの読書活動優秀実践図書館として文部科学大臣表彰を受けた。

#### 明野図書館（2005-）
2005年（平成17年）3月28日、市町村合併に伴い筑西市立明野図書館に改称する。2010年（平成22年）4月1日に市内の図書館システムの統合が行われ、図書利用カードの統一が実現した。2011年（平成23年）3月11日の東北地方太平洋沖地震の際には震度5強を観測し、約20人の利用者と7人の職員が館内にいたが、職員の機転で速やかな避難誘導がなされ怪我人は発生しなかった。一方、施設・設備面では書架の倒壊によるシステムパソコンの損傷、天井の部分崩落、地盤沈下、ライフラインの途絶、空調機器の破損、約10万点の資料の落下など甚大な被害が発生した。地震発生からそのまま臨時休館に入り、電気・電話が使えないまま3月12日より落下した図書を書架に戻す作業を開始し、予定より1日遅れの3月29日に再開館を果たした。施設の修繕は開館しながら進められ、11月15日になってすべて完了した。
2014年（平成26年）4月1日に指定管理者による管理運営に移行した。2017年（平成29年）7月4日より、「育児コンシェルジュ」のサービスを開始した。

### 明野図書館の建築
図書館は鉄筋コンクリート構造平屋建てのワンフロアで、建築面積は1,914.48m2、延床面積は1,154.80m2である。設計は水戸市にある林設計の内山一志が担当した。
「買い物かごを提げて図書館へ」を理念としていたため、立ち寄りやすい空間を演出すべく、書架・椅子・机をすべて木製で統一することで柔らかく温かい雰囲気を創出し、トップライトの下には「雲またはコスモス（宇宙）」と題した4面のステンドグラスを設置している。閲覧席は36席で、視聴覚ブースは2か所ある。
建物は老朽化が進行しており、東日本大震災では大きな被害を受けた。また書架は背が高いものを採用したため、震災時の落下図書が多かった。

### 明野図書館と「花さき山」
『花さき山』は児童文学作家の斎藤隆介が執筆した文学作品であり、明野町立図書館として開館して以来、明野図書館を象徴するものとして扱われている。1985年（昭和60年）の図書館開館準備が着々と進む中で、初代館長となる三輪巴が書店で偶然手にした『花さき山』の絵本に感銘を受けたのが契機となった。
まず図書館職員のエプロンと紙芝居を貸し出す際に使う「かよい袋」のデザインを検討する中で、「花さき山」のラストシーンの挿絵を採用しようという運びになり、明野町立図書館から直接電話で挿絵を担当した滝平二郎に許諾を得て、版元の岩崎書店にも了承を得た。この顛末を三輪が図書館問題研究会茨城支部の会報『常陸野』に寄稿し、その文章が雑誌『みんなの図書館』に転載されると、鉾田町立図書館（現・鉾田市立図書館）の館長の目に留まった。鉾田町立図書館では滝平の原画展と作者を囲む会を企画しており、この席で三輪は滝平と岩崎書店の担当者と知り合い、明野町立図書館の最初のイベントとして「滝平二郎絵本原画展」を1986年（昭和61年）12月9日から12月14日まで開催、最終日には滝平本人を招いた講演を実施した。このイベント開催以降、製本講座や民話を聞く集い、絵や写真、ポスターなどの展示会と本人を招いての「囲む会」、各種のコンサートや演奏会など、各種イベントを積極的に開催するようになった。
更に1987年（昭和62年）に館報を創刊した際には「花さき山」を題名に採用した。その際、岩崎書店経由で斎藤の遺族からも許諾を得ており、館報の題字は滝平が切り絵で制作した。
「かよい袋」のデザインは子供だけでなく大人の利用者からも評価が高く、かよい袋を使いたいがために図書と一緒に紙芝居を借りる利用者や、多くの本を同時に借りてかよい袋に入れてほしいと要望する利用者もいるという。

### 明野図書館の交通
関東鉄道運行の筑西市広域連携バス（下館駅 - 筑波山口）「あけの元気館」バス停から徒歩5分程度。
図書館は旧明野町域のほぼ中央に位置するが、周辺が市街化調整区域であるため住宅は少なく、利用者の多くは休日に自家用車で来館している。

## 分館
関城町と協和町が設置した公民館図書室を引き継いだもので、2014年（平成26年）の指定管理者制度導入に伴う条例改正に合わせて分館として位置付けられた。図書の貸し出し自体は旧町時代から行われていた が、2008年（平成20年）4月より本格的に開始し、2010年（平成22年）4月1日の図書館システム統合により筑西市立図書館と共通化された。2つの分館とも中央図書館・明野図書館のいずれかの分館ではなく「筑西市立図書館」の分館として位置付けされ、中央図書館・明野図書館が指定管理者による管理運営であるのに対して、分館は筑西市直営が維持されている。
2017年9月現在、開館時間は9時から17時まで、休館日は月曜日（祝日の場合は翌日）、特別整理期間、年末年始であるが、公民館の一角にある都合上、公民館の行事等により休館する場合がある。
- 関城分館 - 筑西市関本上1470番地（関本公民館内、北緯36度15分11.8秒 東経139度54分58秒 / 北緯36.253278度 東経139.91611度）
- 協和分館 - 筑西市門井1962番地2（協和公民館内、北緯36度19分46.8秒 東経140度2分0.6秒 / 北緯36.329667度 東経140.033500度）

## 特色

### 子育て支援
筑西市立図書館の子育て支援は、2001年（平成13年）度に明野町立図書館が開始したブックスタート事業に端を発する。ブックスタートの開始について館報「花さき山」は「乳幼児期からのよりよい読書環境が、あかちゃんの未来にとってなによりも大切だと認識しているからです。」と記している。明野町立図書館のブックスタートの取り組みは茨城県では初、日本国内でも早いほうに属し、更生保護女性会によるボランティア活動に大きな特色があった。ブックスタートそのものについては、明野町立図書館の職員が2000年（平成12年）11月の関東ブロック公共図書館研修会の場で知り、その理念に感動して早速予算措置を講じたものであった。
ブックスタートの対象は5か月検診に訪れた乳児と保護者であり、「ブックスタートパック」と呼ばれる絵本入りのセットを直接手渡し、読み聞かせなどの活動を行う。第1回のブックスタートでは参加した乳児全員が絵本に興味を示しそれを手に取り、図書館員に確かな手ごたえを感じさせたという。2004年（平成16年）8月には関城町でもブックスタートが始まり、筑西市発足後の2005年（平成17年）4月に旧協和町域で、2006年（平成18年）8月に旧下館市域でも行われるようになったことで全市域が対象となった。その後、週1回「ブックスタートクラブ」と称して絵本や紙芝居の読み聞かせを図書館ボランティアや図書館職員が行うようになった。
2017年（平成29年）7月には更に進んで「育児コンシェルジュ」を図書館に配置した。3人いるコンシェルジュは全員が保育士や幼稚園教諭の資格を持ち、保育所や幼稚園での勤務経験を有する女性である。コンシェルジュは交代で勤務し、経験をもとに育児相談や育児に役立つ施設の紹介をはじめ、育児本や児童書の紹介、読み聞かせといった活動を行う。なおコンシェルジュは常駐ではなく、中央図書館は水・木・金曜日、明野図書館は火・木曜日の10時から14時30分まで児童書のコーナーに待機している。

### 司書体験
明野町立図書館時代の中学生の職場体験は、大学生や短大生の司書実習とほぼ同等のプログラムを提供していた。これは「図書館としての義務と責任」を認識しての対応であり、開館前から雑巾がけ、返却図書の書架への排架と書架の整頓、新聞整理といった職員の日常業務を体験させていた。その後、座学として公共図書館、明野町立図書館、本について講習を行い、カウンターなどの実務、レファレンスの理論と実践を体験させて終了となった。
2015年（平成27年）からはこどもの読書週間（4月23日〜5月12日）に合わせて中央図書館が小学生を対象に司書体験を行っている。2016年（平成28年）5月5日に行われた体験活動では市内の小学生3人が、館内や閉架書庫の見学の後、図書館の仕組みと図書の請求記号の意味を学び、図書の貸し出し・返却業務、新着図書への透明保護フィルム貼りを体験した。